# むろなが供未
むろなが 供未（むろなが くみ、10月9日 - ）は、日本の漫画家。新潟県出身。
東京藝術大学在学中に『ナナミゆく!』でデビュー。代表作は『CUT〜活人』（ヤングサンデー：小学館）。

## 単行本
- CUT〜活人〜（全2巻、2007年8月、小学館ヤングサンデー）
- 花まんま（原作:朱川湊人）（読切、2009年10月17日、小学館ビッグコミック）
- バリスタ（原作:花形怜）
  - 全10巻 2010年3月～2013年11月 芳文社週刊漫画TIMES